# Краслава
Кра́слава (латыш. Krāslavaо файле, латг. Kruoslova; до 1917 года — Креславка, Краславка, Креслав, Креславль, бел. Краслаў) — город на юго-востоке Латвии на берегу реки Даугавы, административный центр Краславского края.
Статус города Краслава получила в 1923 году. На 1 января 2024 года в городе проживало 6854 человека.

## История

### Доисторические сведения
Первое поселение в районе нынешней Краславы возникло ещё в эпоху неолита (IV—II тысячелетия до н. э.) в местечке Адамова, в 1 км от города. А чуть позднее в Адамове, Цимошках, Айшпурах, Пундурах и в других местах — захоронения периода железного века. В III—II тысячелетии до н. э. здесь жили финно-угорские племена, позднее — балты, из которых в VIII веке нашей эры выделились латгалы.
В окрестностях города находятся археологические памятники — городища Саулескалнс, Дубовка, Робежниеки. В 1934 году на Саулескалнсе был найден клад X—XI веков (бронзовые и железные ожерелья, фибулы, подвески, топоры, наконечники копий), а в 1936 году — клад серебряных украшений IX века.

### Под властью Полоцкого княжества
По одной из версий, город получил название от второго имени Рогнеды — Горислава. Предполагается, что княжна Рогнеда, дочь полоцкого князя Рогволода, была в Х веке правительницей местной округи. Существует также легенда, что на нынешней Театральной горке стоял замок Рогнеды.
Примерно до 1239 года современный Краславский край входил в древнелатгальское Ерсикское княжество, в котором правил князь Всеволод. Оно, также как и Кукейносское княжество, находилось в вассальной зависимости от Полоцка.

### Под властью Ливонского ордена
В XIII веке территория, на которой ныне находится Краслава, перешла в подчинение крестоносцам, как и другие земли латгалов. Вначале она была захвачена Орденом меченосцев, а после его разгрома подчинялась Ливонскому ордену. В письменных источниках первый раз упомянута в XIV веке, когда здесь был построен укреплённый товарный склад для Ливонского ордена, располагавшийся на нынешней Театральной горе.
В 1558 году магистр Ливонского ордена Фюрстенберг передал Креслау в лен своему вассалу Энгельберту Плумперу.

### Под властью Великого княжества Литовского и Речи Посполитой
В 1559 году Иван Грозный захватил Динабург. Он поставил динабургским воеводой местного дворянина Людвига Плятера.
В ходе Ливонской войны, во время перемирия 1559 года ливонский ландмейстер Тевтонского ордена Готхард Кетлер, под давлением войны с Иваном Грозным, заключил в Вильне с великим князем литовским Сигизмундом II соглашение, по которому земли ордена и владения рижского архиепископа переходили под протекторат Великого княжества Литовского.
В 1566 году образовано Задвинское герцогство. До 1569 года герцогство являлось провинцией Великого княжества Литовского, после Люблинской унии стало кондоминиумом Польши и Литвы.
В 1569 году Креслау перешёл в собственность канцлера герцога Курляндии и Семигалии Михаэля фон Бруннова и его наследников, что в 1603 году подтвердил польский король Сигизмунд III. В 1580-е годы в Креслау построен первый деревянный католический храм.

#### Правление рода Вольфов
С 1636 года Креслау перешёл во владение рода Людингаузен-Вольфов. Иезуит Георг фон Людингаузен Вольф — староста Динабурга, отец Фридриха Фон Людингаузена, писал: «Я просил, чтобы меня направили в Индию, а вместо этого назначили в Креслау. Однако я ничего потерял, так как и здесь обнаружил „индусов“, поскольку большая часть населения — язычники». В 1676 году иезуит Иеремия фон Людингаузен Вольф построил для католического прихода новый деревянный костёл.

#### Правление рода Плятеров
В 1721 году закончилась Северная война: Шведская Ливония стала частью России, а Польская Ливония (Инфлянты Польские) — практически вся Латгалия — осталась под управлением Речи Посполитой.
С 1725 года Креславка принадлежала роду Чапских. В 1729 году Ян Людвик Плятер купил Креславку у Яна Чапского за 14 тыс. талеров (40 дворов и 4 каменных здания). В этом же году он переезжает из усадьбы в Малой Индрице в Креславку, которая впоследствии принадлежала его потомкам почти 200 лет — до отчуждения имущества перед Первой мировой войной.
В 1729 году селение получает права посёлка, и граф Ян Людвик Плятер строит здесь свой дворец. Его сын Константин Людвик Плятер был мстиславским воеводой, когда получил в наследство Креславку в 1737 году. Он собирался сделать её центром всей Инфлянтии, намереваясь перенести туда все административные учреждения из Динабурга.
Одним из первых зданий, построенных в 1729—1737 годах, было здание нынешней аптеки. В 1755—1767 годах строится римско-католический костёл с каплицей святого Доната (1818 г.) и алтарь с картиной «Святой Людовиг отправляется в крестовый поход» (1884 г.). В 1757 году открывается первое учебное заведение в Инфлянтии — Креславская духовная семинария. В 1754 году епископ Антоний Островский приглашает конгрегацию священников, основанную Святым Винсентом де Полем в XVII веке в Париже при костёле Святого Лазаря, с целью руководства Креславской духовной семинарией, а также подготовки священников для местных церквей. По окончании обучения можно было продолжать получение образования в Виленской духовной семинарии.
- Краславская латышская средняя школа (гимназия), с 1922 года размещённая в бывшем дворце графов Плятеров
- Римско-католический костёл
- Римско-католический костёл

### В составе Российской империи
В 1772 году, в результате первого раздела Речи Посполитой, Креславка вошла в состав Российской империи. Она находилась в Динабургском (позднее Двинском) уезде Витебской губернии, имела статус местечка.
В 1778 году Креславку унаследовал Август Иероним Гиацинт Плятер (1750—1803), младший сын Константина Плятера.
В 1782 году императрица Екатерина II продаёт большое количество государственных крестьян, и графу Августу Плятеру в аренду было передано 3062 крестьянских двора. На протяжении многих десятилетий арендатор жестоко эксплуатировал «своих» крестьян. Среди крестьян происходили волнения, но Плятер, обратившись за помощью к губернатору, получил армейский полк для их усмирения.
В 1789 году построено каменное здание для больницы, которая стала первой в Инфлянтии.
В 1811 году иезуиты перенесли свою гимназию в Креславку, где она оставалась до 1815 года. В 1814 году открыта уездная школа, которую содержали монахи миссионерского ордена.
В ходе Отечественной войны 1812 года через Креславку проходили войска Наполеона Бонапарта. На местном кладбище можно найти могилу его внебрачного сына от местной дворянки.
В 1826 году произошёл опустошительный пожар, после которого Креславка уже не могла считаться центром Инфлянтии. В 1829 году, когда собирались закрыть школу, граф Адам Плятер отдал здание библиотеки на нужды школы. Однако в 1854 году уездную школу перенесли в Режицу.
В 1840—1859 годах в местечке построили православный храм святого Георгия.
Около 300 лет на территории Латгалии проживают русские старообрядцы, которые основали в Креславке моленную (официально приход старообрядцев зарегистрировали только в 1850 году).
В 1852 году в Креславке имелось 3030 жителей, 389 больших домов (из них — 32 каменных), фабрика по обработке кожи и мастерская по изготовлению печных изразцов.
Леон (1836—1863) и Казимир (ум. 1863) Плятеры являлись участниками Польского восстания 1863—1864 годов. 13 апреля 1863 года рядом с Креславкой группа повстанцев из местных помещиков, под начальством Плятеров и Миля, напала на русский транспорт с оружием (нападение было отбито).
В 1897 году в Креславке проживало 7834 человека, из них: православных — 1513, католиков — 1874, иудеев — 4051.
С января 1919 года и до весны 1920 года Креславка (Краслава) находилась в составе Социалистической Советской Республики Латвии.

### Независимость Латвии и получение статуса города
В 1920 году Двинский, Люцинский и Режицкий уезды вошли в состав независимой Латвийской Республики.
В 1923 году Краслава получила статус города. Первым городским головой с 1922 по 1926 год являлся Луциан Гжибовский (1891—1971).
В 1927—1932 годах городским головой был Моисей Рабинович (1882—1941). Ещё в 1922 году, будучи заместителем городского головы, он активно выступал за присвоение Краславе статуса города. М. Рабинович — автор герба Краславы (серебряная лодка с пятью вёслами на синем поле; пять вёсел лодки символизируют основные национальности населения города — латышей, поляков, евреев, русских, белорусов).

### Установление советской власти и события Второй мировой войны
17 июня 1940 года в Латвию вошли части Красной армии. Коммунисты Краславы активно включились в мероприятия по пропаганде — организовывали шествия и митинги. Городским головой назначили Владислава Пазауцу.
5 августа 1940 года Латвия вошла в состав СССР. Началась национализация предприятий, свои посты потеряли многие должностные лица. 14 июня 1941 года из Краславы выслали 21 человека, среди них был городской голова Краславы Антон Рускулис с женой Эвой.
С началом Великой Отечественной войны Краслава подверглась бомбардировкам германской авиации — горели дома, появились первые жертвы среди гражданского населения. 25 июня 1941 года западнее города (в частности, у Краславского городища) заняли оборону подразделения 112-й стрелковой дивизии 51-го стрелкового корпуса 22-й армии Западного фронта.
С 1 по 3 июля идут тяжёлые оборонительные бои, Краслава трижды переходит из рук в руки.
4 июля подразделения 112-й стрелковой дивизии под натиском сил противника отходят восточнее города. О накале боёв за Краславу говорит тот факт, что вечером 3 июля в этом районе погибает командир немецкой 121-й пехотной дивизии генерал-майор Отто Ланцелле — первый немецкий генерал, убитый с начала Великой Отечественной войны. В 1994 году сын генерала Крафт Ланцелле на месте гибели отца установил памятный камень с надписью на трёх языках (латышском, немецком и русском): «Жертвам. 1941—1945». Этот памятник снесли в ноябре 2022 года.
27 июля 1941 года из Краславы в Даугавпилсское гетто депортировали более 1350 евреев. 23 августа 1941 года на западной окраине Краславы были расстреляны 200 евреев. В 1942 году 51 жителя города вывезли на принудительные работы в Германию.
В ночь на 22 июля 1944 года произошёл бой у Краславы. 83-й стрелковый корпус Красной армии атаковал германские части в направлении Краславы. Немцы отступили, и в 4:30 советские войска заняли город.

### Город после Второй мировой войны
В середине 1950-х годов в Краславе созданы первые общественные здания: дом культуры (сейчас дом спорта), здание партийного комитета (ныне краевая дума), был обустроен спортивный стадион. В 1950-е годы возведены льнозавод, двухэтажные жилые дома на улице Маскавас (сейчас — Ригас).
В 1960-е годы построили производственные объекты — деревообрабатывающий завод на бывшей Пионерской улице, производственная база МСО, комплекс «Сельхозтехники», а также бытовые, культурные и образовательные учреждения — кинотеатр «Заря», новое здание детского сада на бывшей улице П. Стучки (сейчас — Резекнес), универмаг, здание школы на улице Райня, дом культуры и три жилых дома рядом с костёлом.
В 1970-е годах построены завод сухого молока, Краславский филиал швейной фабрики «Латвия», детские сады, средняя школа на горе возле замка графов Плятеров, где сейчас находится Краславская основная школа, несколько пятиэтажных жилых домов в центре города. Открылись гостиница «Краслава», комбинат бытового обслуживания, новая поликлиника. В связи со строительством жилых домов нарушилась старая городская планировка, уникальные, характерные только для Краславы деревянные дома снесли либо перед ними возвели многоэтажные дома.
В 1980-е годы были построены новое здание дома пионеров в парке у Малой мельницы, детские сады, производственная база Восточных электрических сетей на бывшей улице П. Стучки и много жилых домов. Появился новый микрорайон в восточной части города, где ранее находился аэродром для нужд больницы и садились санитарные самолёты и вертолёты. Открыто здание средней школы «Varavīksne» на месте бывшего аэродрома.
Обустроено братское кладбище советских воинов в парке, в 1965 году — братское кладбище жертв нацизма в восточной стороне города, мемориал жертв нацизма на улице Удришу, а также памятный ансамбль погибшим краславчанам в сквере на перекрёстке улиц Бривибас и Лачплеша.

### Краслава после восстановления независимости Латвии
В начале 1990-х годов в Краславе восстановили исторические названия улиц. Начинает работу польская школа, детская художественная школа, Краславское телевидение. В 1994 году закончено строительство моста через Даугаву.
29 мая 1994 года состоялись первые выборы в самоуправление после восстановления независимости. В выборах участвуют списки двух партий, избраны 11 депутатов. Председателем городской думы становится Янис Трачум.

## Население
На 1 января 2023 года, по данным Центрального статистического управления Латвии, численность населения города составила 6997 человек.
Национальный состав населения города согласно переписи населения 1989 года и по оценке на начало 2015 и 2022 годов:
| Национальность | чел. (1989) | %        | чел. (2015) | %        | чел. (2022) | %        |
| -------------- | ----------- | -------- | ----------- | -------- | ----------- | -------- |
| всего          | 12434       | 100,00 % | 8300        | 100,00 % | 7086        | 100,00 % |
| латыши         | 4260        | 34,26 %  | 3558        | 42,87 %  | 3102        | 43,78 %  |
| русские        | 3816        | 30,69 %  | 2053        | 24,73 %  | 1668        | 23,54 %  |
| белорусы       | 2765        | 22,24 %  | 1493        | 17,99 %  | 1184        | 16,71 %  |
| поляки         | 1126        | 9,06 %   | 742         | 8,94 %   | 585         | 8,26 %   |
| украинцы       | 179         | 1,44 %   | 95          | 1,14 %   | 86          | 1,21 %   |
| цыгане         | 114         | 0,92 %   | 86          | 1,04 %   | …           | …        |
| литовцы        | 57          | 0,46 %   | 31          | 0,37 %   | 33          | 0,47 %   |
| другие         | 117         | 0,94 %   | 242         | 2,92 %   | 428         | 6,04 %   |

## Транспорт

### Железнодорожный транспорт
Железнодорожная станция Краслава находится за пределами городской черты, на территории Удришской волости. В настоящее время курсирует поезд Рига — Краслава.

### Автодороги
Через город проходит автомагистраль A6 Рига — Даугавпилс — Краслава — Патарниеки (граница Белоруссии), продолжением которой является Р20 (Витебск — Полоцк — контрольно-пропускной пункт Бигосово / граница Латвии). Сюда подходят региональные автодороги P61 Краслава — Дагда, P62 Краслава — Прейли — Мадона и P69 Скрудалиена — Каплава — Краслава. Среди местных автодорог важной является V636 Краслава — Извалта — Шкелтова — Аглона.

### Междугородное автобусное сообщение
Основные маршруты: Краслава — Даугавпилс — Рига; Краслава — Витебск; Краслава — Аглона — Резекне; Краслава — Аглона — Прейли.

## Известные уроженцы
- Динере, Цецилия (1919—1996) — поэт, родилась в Краславе в еврейской семье, умерла в Израиле
- Жуков, Сергей Валерьевич - писатель, поэт, драматург (1982) [19]
- Силов, Юрий Викентьевич (1950—2018) — спринтер, родился в Краславе, вице-чемпион Мюнхенской олимпиады 1972 года[20][21]
- Скопец, Залман Алтерович (1917—1984) — советский математик
- Федерман, Аба (известен как Абель Пан) (1883—1963) — еврейский художник, родился в семье местного раввина, умер в Израиле[22]

## Города-побратимы
- Дзержинск, Белоруссия.
- Александрув-Лодзинский, Польша.
- Поддембице, Польша.
- Волоколамск, Россия.
- Вадстена, Швеция.